# ロバート・シャピロ (映画プロデューサー)
ロバート・シャピロ（Robert Shapiro）は、アメリカ合衆国の映画プロデューサー。

## 作品
- 彼女は夢見るドラマクイーン
- カデット・ケリー
- ブラボー火星人2000
- ジキル博士はミス・ハイド
- ブラック・ビューティー／黒馬物語
- ラスト・パラダイス／熱い砂浜の戦士たち
- ミスター・アーサー2
- 太陽の帝国
- ピーウィーの大冒険